# Ctenus rwandanus
Ctenus rwandanus este o specie de păianjeni din genul Ctenus, familia Ctenidae, descrisă de Benoit, 1981.
Este endemică în Rwanda. Conform Catalogue of Life specia Ctenus rwandanus nu are subspecii cunoscute.